# Брюссель (аэропорт)
Брюссельский аэропорт (нидерл. Luchthaven Brussel-Nationaal; фр. L’aéroport de Bruxelles-National; англ. Brussels Airport; (ИАТА: BRU, ИКАО: EBBR)) — международный аэропорт, расположенный в городе Завентеме в 11 км к северо-востоку от Брюсселя, Бельгия. Аэропорт является хабом для авиакомпаний Abelag Aviation, Brussels Airlines, European Air Transport, EVA Air и Ryanair.
В 2005 году по результатам опросов, проведённых с участием более 100 тысяч пассажиров по всему миру, Международная ассоциация воздушного транспорта удостоила Брюссельский аэропорт звания лучшего в Европе.
Аэропорт получил официальное название 19 октября 2006 года — «Аэропорт Брюсселя, Добро пожаловать в Европу».
Компания, которой принадлежит аэропорт, называется «Brussels Airport Company NV / SA», до 19 октября 2006 года она называлась BIAC (Brussels International Airport Company).

## История

### Ранние года
Истоки брюссельского аэропорта в Завентеме относятся к 1940 году, когда немецкие оккупационные силы потребовали 600 га (1500 акров) сельскохозяйственных полей, зарезервированных в качестве резервного аэродрома («Steenokkerzeel»).  Там люфтваффе основали Fliegerhorst Melsbroek и построили 3 взлетно-посадочных полосы в форме треугольника: взлетно-посадочная полоса 02/20, взлетно-посадочная полоса 07L / 25R (обе из которых используются и сегодня) и взлетно-посадочная полоса 12/30.  Здания аэропорта были построены в близлежащем муниципалитете Мельсбрук, а не в Завентеме, поэтому аэродром был известен местным жителям как Мельсбрук (на голландском языке) (или «Fliegerhorst Melsbroek» на немецком языке).  Городская легенда гласит, что немцы выбрали место для аэропорта после того, как спросили местных жителей, где его строить, - тогда бельгийцы указали на это место, поскольку оно часто было туманным.
После освобождения 3 сентября 1944 года немецкая инфраструктура в Мельсбруке попала в руки англичан.  Когда старый гражданский аэропорт в Харене стал слишком маленьким, бельгийские власти решили использовать аэродром в Мельсбруке для нового национального аэропорта.  К 1948 году новое здание терминала было построено вместо старого деревянного здания.  В том же году длина обеих взлетно-посадочных полос 02/20 и 07L / 25R была увеличена до 1200 м (3900 футов) и 2450 м (8040 футов) соответственно, тогда как 12/30 остались на 1300 м (4300 футов).  Гражданский аэродром Мельсбрука был официально открыт принцем Чарльзом, графом Фландрии, принцем-регентом, 20 июля 1948 года. С 1948 по 1956 год было возведено еще много зданий и сооружений, в основном на стороне Мельсбрука.
В 1955 году была построена железнодорожная линия от центра Брюсселя до аэропорта.  Линия была официально открыта королем Бодуэном 15 мая 1955 года.
В 1956 году была построена новая взлетно-посадочная полоса длиной 2300 м (7500 футов), 07R / 25L, которая почти проходит параллельно с 07L / 25R.  Взлетно-посадочная полоса все еще используется сегодня, и ее длина позже увеличилась до 3200 м (10500 футов).  В апреле 1956 года правительство Бельгии решило построить новый аэропорт, используя те же взлетно-посадочные полосы, но со зданиями, расположенными в муниципалитете Завентем.  В апреле 1957 года началось строительство нового терминала, готовящего аэропорт к Всемирной выставке 1958 года.  Взлетно-посадочная полоса 12/30 должна была уступить дорогу новому пассажирскому терминалу.  Этот новый аэропорт был открыт 5 июля 1958 года, как раз к Всемирной выставке 1958 года.  Здания на стороне Мельсбрука все еще используются ВВС Бельгии (15-е крыло воздушного транспорта), и это до сих пор называют аэродромом Мельсбрука.  И аэропорт Завентем, и военная аэродром Мельсбрук, на одной и той же взлетно-посадочной полосе.

### Развитие с 1960-х годов
Во время бума коммерческой авиации в 1960-х и 1970-х годах было построено несколько ангаров.  Новый грузовой терминал был построен в 1976 году. В 1994 году новый терминал был построен рядом со старым зданием 1958 года.  Два старых терминала были снесены и заменены современными.  В 2002 году, несмотря на неопределенность, связанную с закрытием национальной авиакомпании Sabena, был открыт новый терминал.
В 2005 году Airports Council International и ИАТА признали аэропорт лучшим аэропортом в Европе, согласно результатам опроса более 100 000 пассажиров по всему миру.  Аэропорт Брюсселя продолжал появляться в топ-списках аэропортов с 2012 года. 12 декабря 2005 года было открыто прямое железнодорожное сообщение с Лёвеном и Льежем.
В 2007 году аэропорт обслужил 17,8 млн пассажиров, что на 7% больше, чем в 2006 году. Объем грузов в том же году составил 780 000 тонн, увеличившись на 8,9% по сравнению с 2006 годом. В 2008 году аэропорт обслужил 18,5 млн пассажиров, что на 3,7% больше по сравнению с предыдущим годом.
Закрытие Sabena означала резкое падение пассажиропотока, удар, от которого аэропорт медленно восстанавливался.  Будущее аэропорта находится под угрозой из-за разногласий между правительствами Фландрии и Брюссельского столичного региона относительно маршрутов воздушного движения в ночное время.
В марте 2009 года старые механические системы отображения полетной информации были заменены электронными. В сентябре 2009 года генеральный директор Уилфрид Ван Ассше подал в отставку.  Одной из (неофициальных) причин была задержка в строительстве недорогого терминала и возможный иск 52 авиакомпаний, действующих в аэропорту Брюсселя, по причине налоговой дискриминации.  Именно Ван Ассше начал расширять сеть дальних рейсов (Jet Airways, Hainan Airlines, Etihad Airways и US Airways) в аэропорту Брюсселя. В феврале 2010 года Арно Файст был назначен генеральным директором.  Председателем правления является Марк Дешемекер.

## Авиакомпании и  направления
| Авиакомпания          | Пункт назначения |
| --------------------- | --- |
| Aegean Airlines       | Афины |
| Aer Lingus            | Дублин |
| Air Baltic            | Рига, Таллин |
| Air Europa            | Мадрид |
| Air France            | Париж |
| Air Malta             | Мальта |
| Air Nostrum           | Мадрид |
| Air Serbia            | Белград |
| All Nipon Airways     | Токио |
| Austrian              | Вена |
| British Airways       | Лондон |
| Brussels Airlines     | Агадир, Аккра, Аликанте, Альмерия, Анталья, Афины, Барселона, Берлин, Биллун, Бирмингем, Будапешт, Бургас, Варна, Вашингтон, Вена, Венеция, Гамбург, Гётерборг, Джерба, Дубровник, Женева, Ибица, Ираклион, Катания, Керкира, Кигали, Киев, Киншаса, Копенгаген, Кос, Лион, Лиссабон, Ломе, Лондон, Луанда, Мадрид, Малага, Манчестер, Марракеш, Милан, Москва, Нант, Неаполь, Ницца, Нью-Йорк, Охрид, Палермо, Пальма-де-Мальорка, Париж, Порту, Прага, Рим, Родос, Салоники, Санкт-Петербург, Севилья, Сплит, Стокгольм, Страсбург, Тель-Авив, Тенерифе, Торонто, Тулуза, Фару, Флоренция, Херес-де-ла-Фронтера, Хургада, Энтеббе, Энфида |
| Bulgaria Air          | София |
| Cathay Pacific        | Гонконг |
| CityJet               | Бирмингем, Франкфурт-на-Майне |
| Croatia Airlines      | Загреб |
| Delta Airlines        | Нью-Йорк |
| Easyjet               | Базель |
| Egyptair              | Каир |
| El Al                 | Тель-Авив |
| Emirates              | Дубай |
| Ethiopian Airlines    | Аддис-Абеба, Манчестер |
| Etihad Airways        | Абу-Даби |
| Eurowings             | Штутгарт |
| Finnair               | Хельсинки |
| Hainan Airlines       | Пекин, Шанхай, Шэньчжэнь |
| Helvetic Airways      | Цюрих |
| HOP!                  | Лион |
| Iberia                | Мадрид |
| Jetairfly             | Аликанте, Анталья, Даламан, Ибица, Ираклион, Канкун, Керкира, Кос, Лас-Пальмас-де-Гран-Канария, Малага, Менорка, Неаполь, Ольбия, Пафос, Пунта-Кана, Пуэрто Плата, Родос, Салоники, Самос, Тарб, Тенерифе, Тира, Тирана, Фару, Ханья, Херес-де-ла-Фронтера, Хургада, Энфида, Эспаргос |
| KLM                   | Амстердам |
| Loganair              | Ньюкасл |
| Lot                   | Варшава, Таллин |
| Lufthansa             | Мюнхен, Франкфурт-на-Майне |
| Lufthansa CityLine    | Мюнхен, Франкфурт-на-Майне |
| Qatar Airways         | Доха |
| Royal Air Maroc       | Касабланка |
| Rwand Air             | Кигали |
| Ryanair               | Аликанте, Барселона, Берлин, Валенсия, Дублин, Копенгаген, Ларнака, Лиссабон, Малага, Манчестер, Милан, Порту |
| Scandinavian Airlines | Копенгаген, Осло, Стокгольм |
| SunExpress            | Анкара, Измир |
| Swiss                 | Женева, Цюрих |
| Tarom                 | Бухарест |
| TAP Portugal          | Лиссабон |
| THAI                  | Бангкок |
| Tunisair              | Монастир |
| Turkish Airlines      | Стамбул |
| UIA                   | Киев |
| United Airlines       | Нью-Йорк |
| Vueling Аirlines      | Барселона, Сантьяго-де-Компостела |

## Авиакатастрофы и инциденты

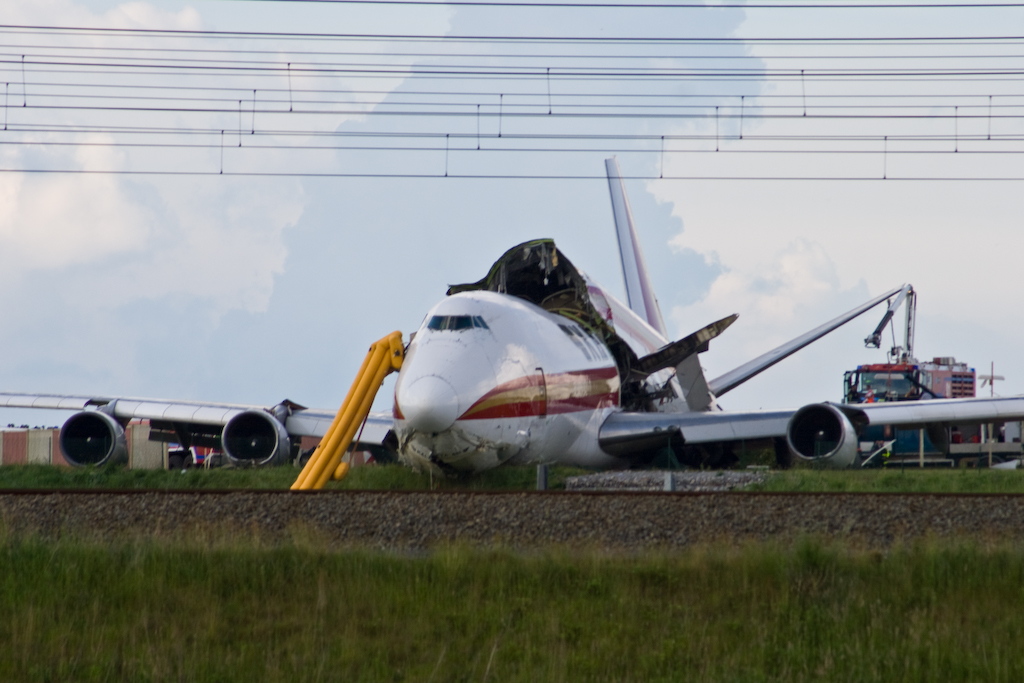
Разбившийся грузовой самолёт Boeing 747, 25 мая 2008

- Рейс 548 авиакомпании «Sabena», Boeing 707, вылетевший из аэропорта Дж. Кеннеди (Нью-Йорк), разбился при посадке в Брюсселе, Бельгия, 15 февраля 1961 года. Все 72 человека погибли, а также один человек на земле[2].
- 5 мая 2006 года в ангаре аэропорта полностью сгорел Airbus А320 армянской компании «Армавиа» и три самолёта получили повреждения. В результате пожара три человека получили ранения, один госпитализирован[3][4].
- 25 мая 2008 разбился грузовой самолёт Boeing 747, принадлежавший американской авиакомпании Kalitta Air. Пострадало пять членов экипажа[5].
- 22 марта 2016 года в здании аэропорта произошёл террористический акт.